# Elecciones estatales de Colima de 1985
Las elecciones estatales de Colima de 1985 se llevaron a cabo el domingo 7 de julio de 1985, y en ellas se renovaron los siguientes cargos de elección popular de Colima:
- Gobernador de Colima. Titular del Poder Ejecutivo del estado, electo para un periodo de seis años no reelegibles en ningún caso, el candidato electo fue Elías Zamora Verduzco.
- 10 ayuntamientos. Compuestos por un Presidente Municipal y regidores, electos para un periodo de tres años no reelegibles para el periodo inmediato.
- Diputados al Congreso del Estado. Electos por mayoría relativa en cada uno de los Distrito Electorales.

## Resultados electorales

### Gobernador
|  | 9.2 % |

|  | 87.5 % |

|  | 9.2 % |

|  | 1.9 % |

|  | 100.00 % |

### Ayuntamientos

#### Municipio de Colima
- José Luis Santana Rodríguez  Hecho

#### Municipio de Manzanillo
- Cecilio Lepe Bautista  Hecho